# ملعب أركانخيل الجديد
ملعب أركانخيل الجديد (بالإسبانية: Estadio Nuevo Arcángel)‏ ملعب كرة قدم يقع في مدينة قرطبة في إسبانيا، هو الملعب الخاص لنادي قرطبة الذي يلعب في الدوري الإسباني، افتُتح الملعب في سنة 1993، يتسع الملعب إلى 21,822 متفرج، خاض عليه منتخب إسبانيا مباراة ودية أمام منتخب اليابان خلال عام 2001.

## معرض صور

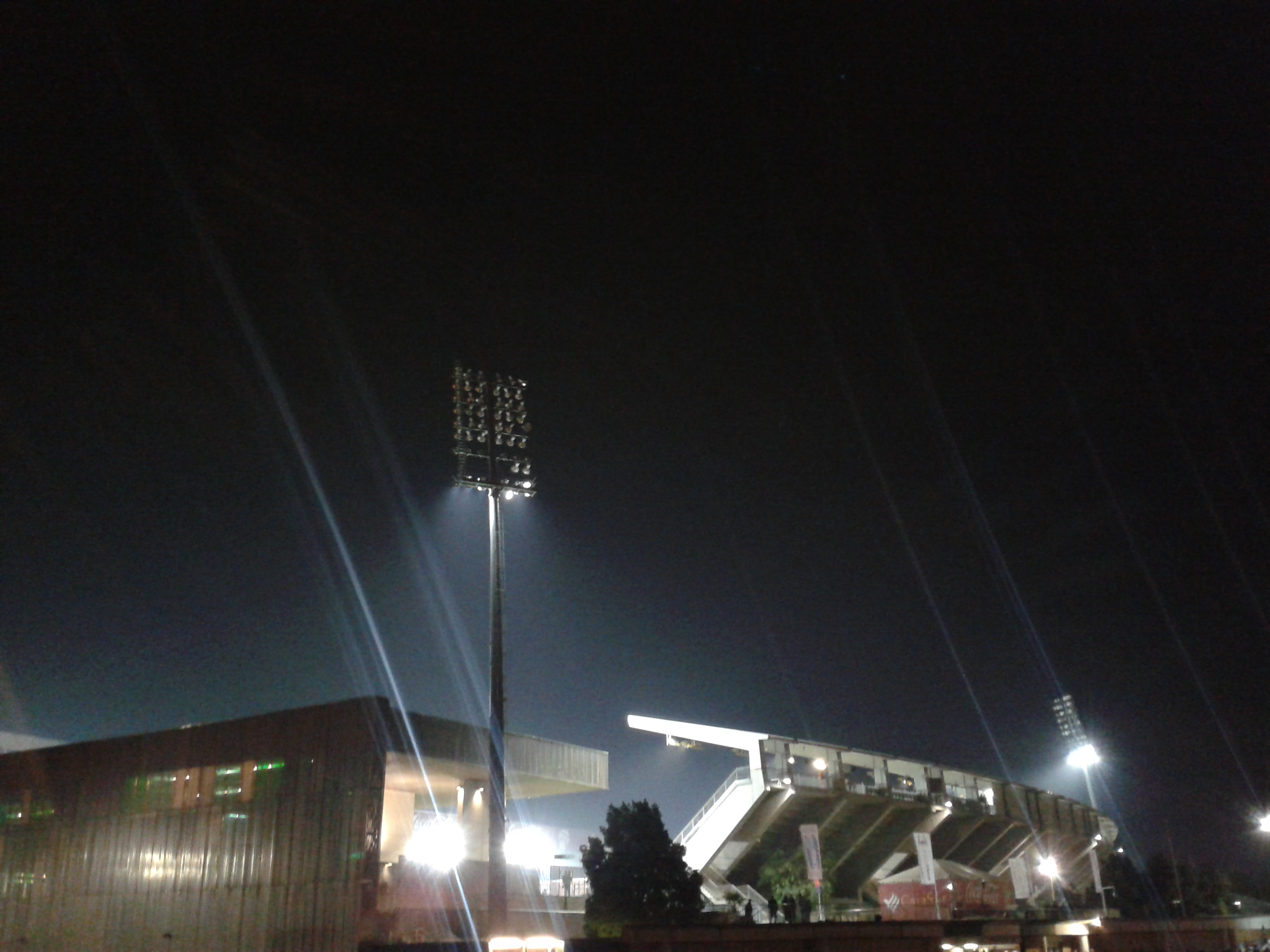
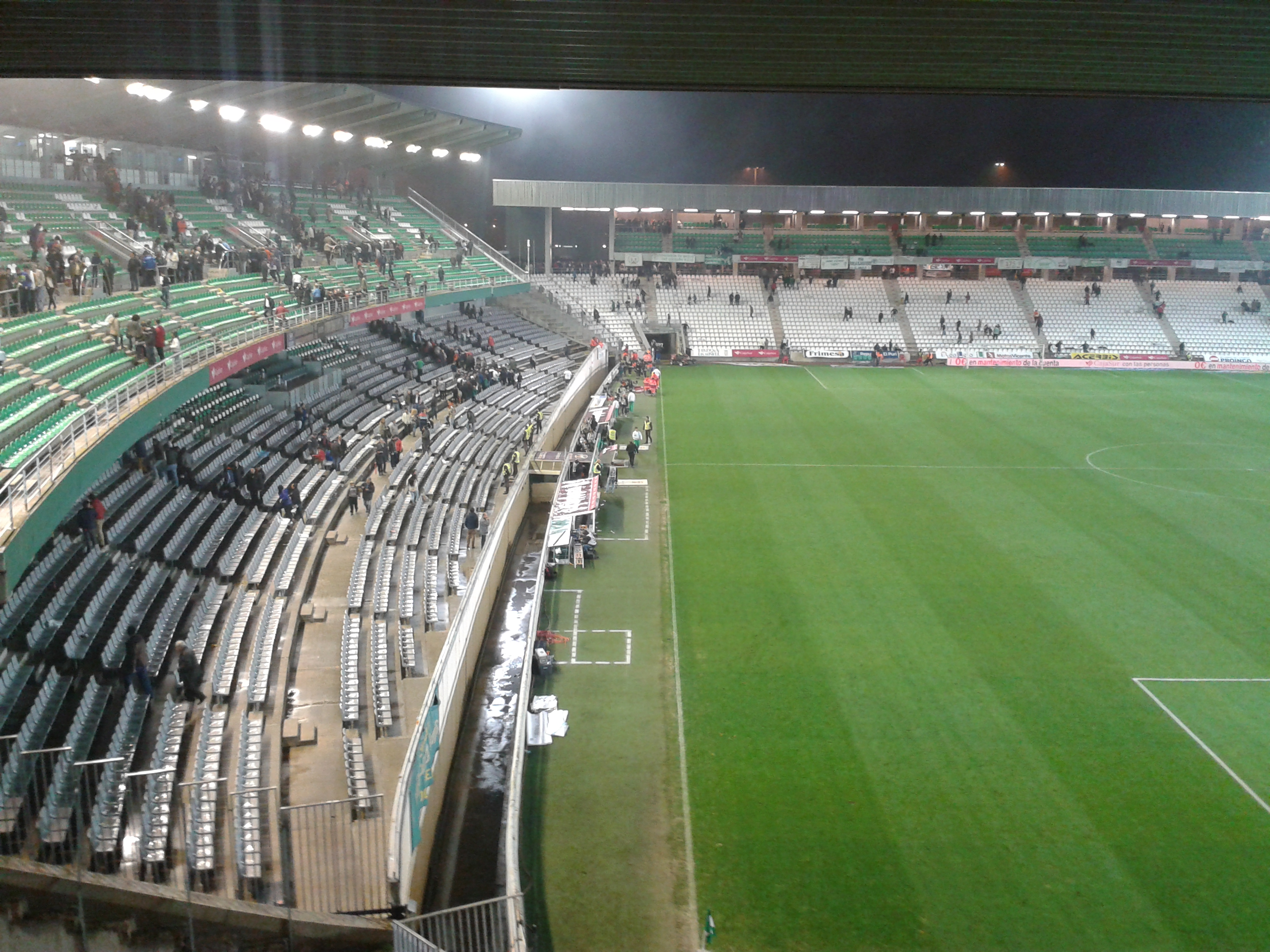
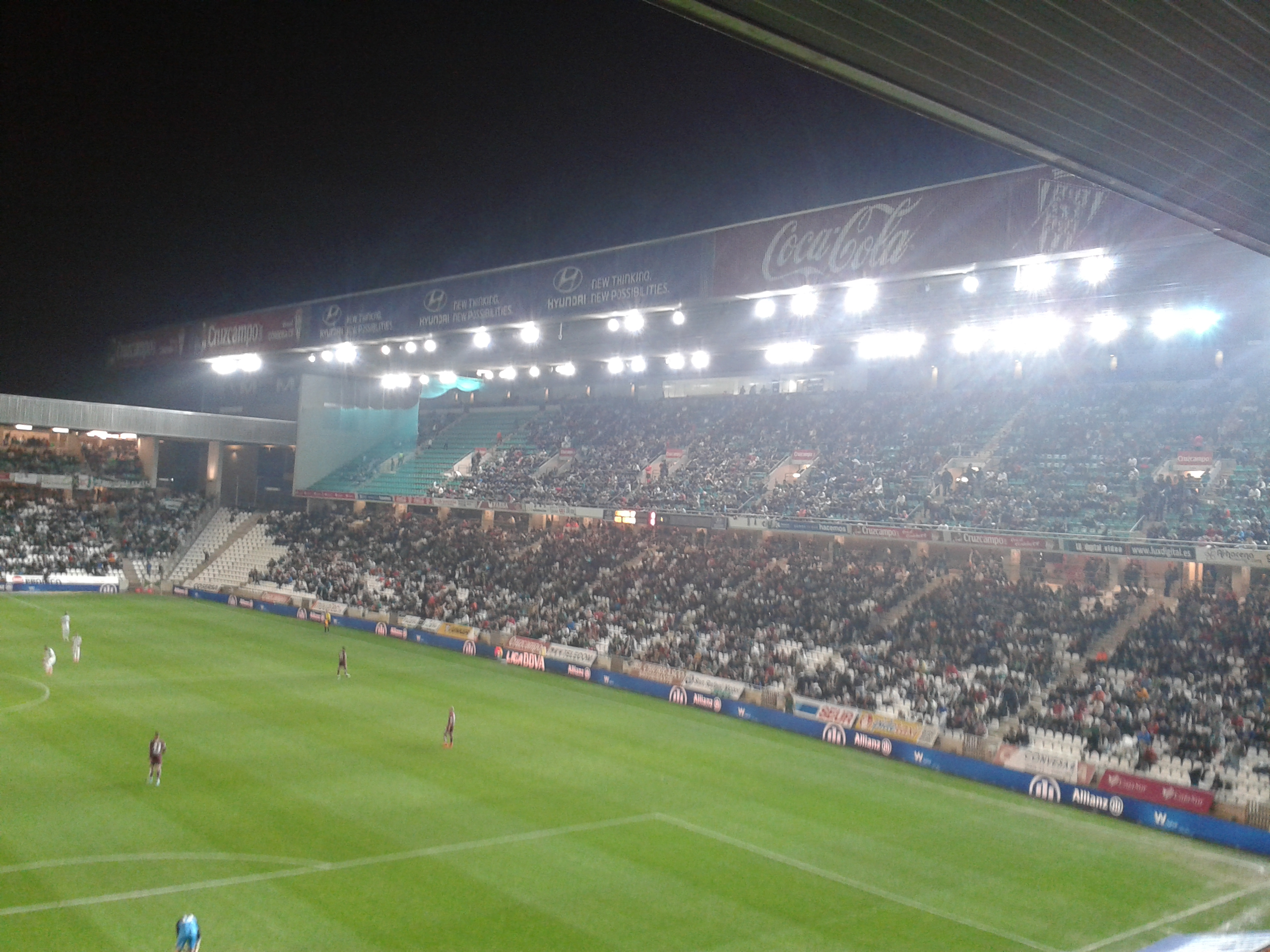
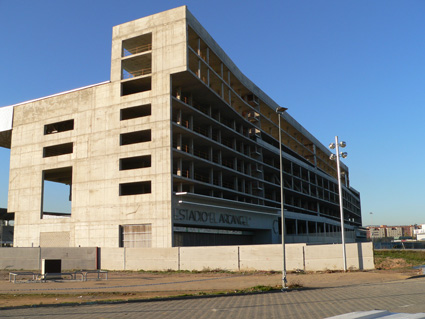
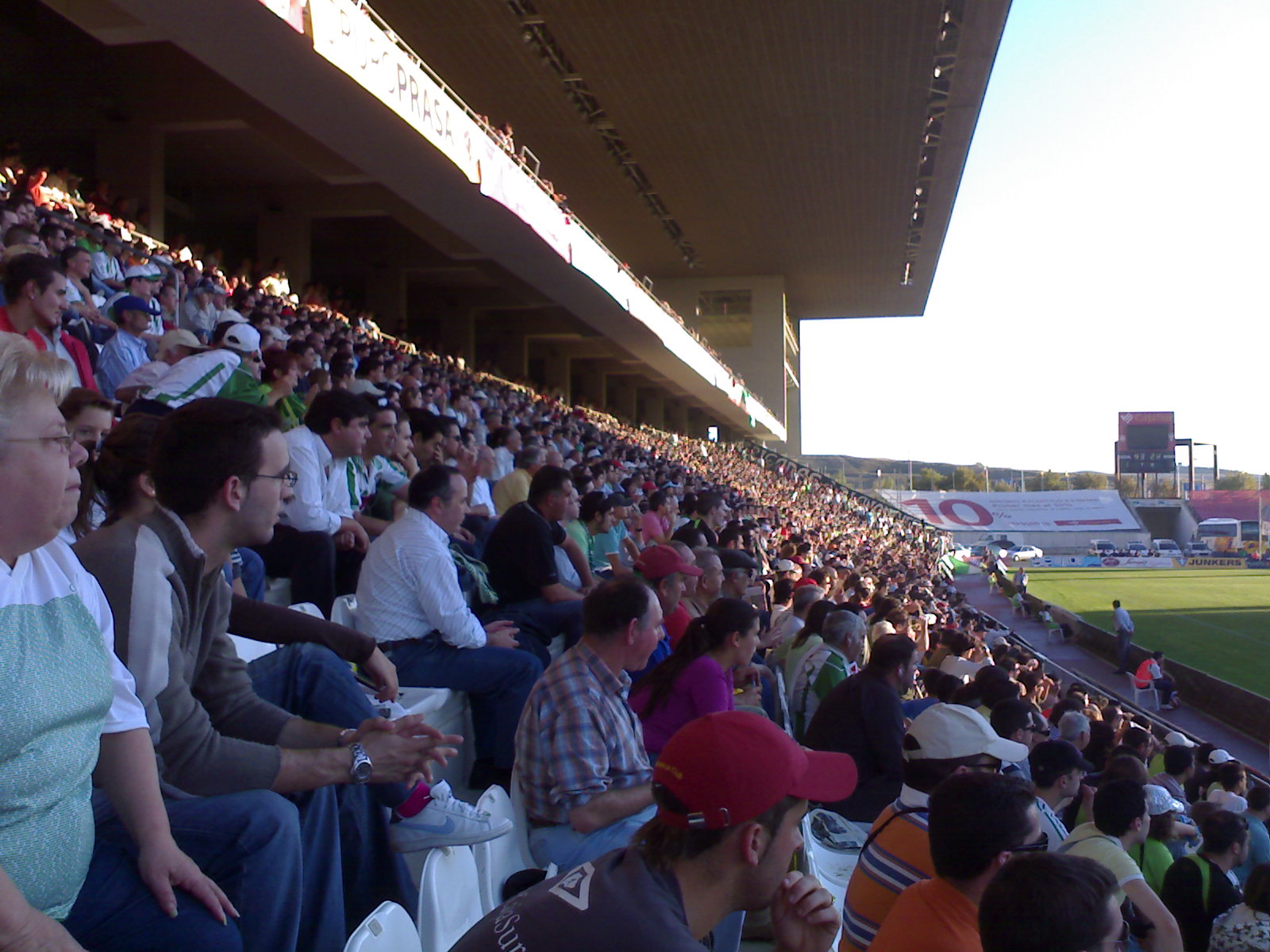
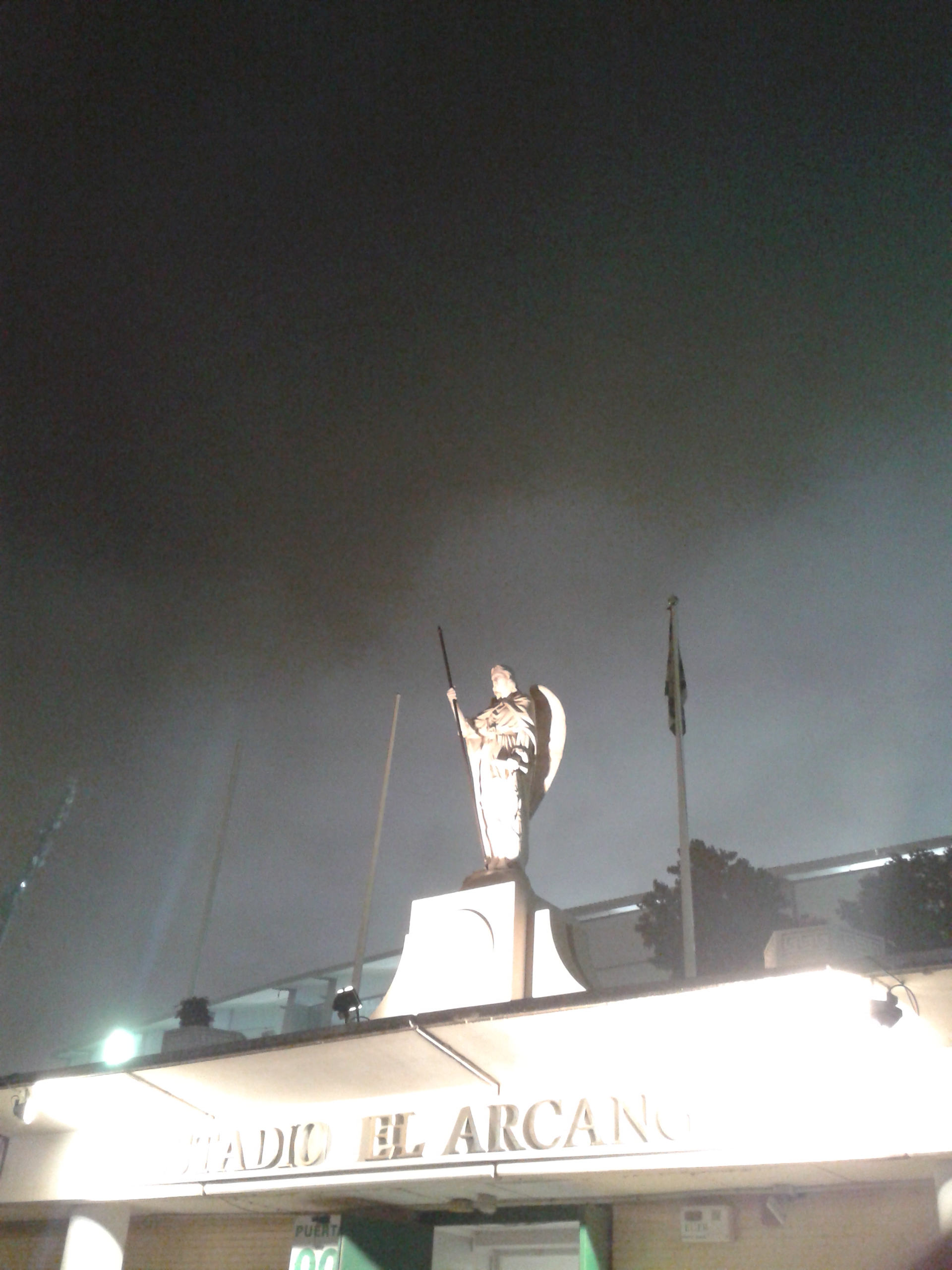